# Новосёлов, Евгений Геннадиевич
Евгений Геннадиевич Новосёлов (22 декабря 1968, Омская область) — российский лётчик гражданской авиации. Пилот 1-го класса. Герой Российской Федерации (8.10.2010). Работает командиром экипажа воздушного судна Ту-154 (ныне КВС БОИНГ 737-800 в А/К Алроса) в компании «АЛРОСА». Окончил Бугурусланское лётное училище гражданской авиации им. Героя Советского Союза П. Ф. Еромасова и Санкт-Петербургскую академию гражданской авиации.
В 2010 году совместно с А. А. Ламановым совершил аварийную посадку на неисправном самолёте Ту-154М в бывшем аэропорту Ижма на непригодную для самолётов этого типа взлётно-посадочную полосу (ВПП) без светосигнального оборудования и приводных радиостанций. Никто из девяти членов экипажа и 72 пассажиров не пострадал. В данном полёте выполнял обязанности капитана воздушного судна.
Непосредственно визуальный заход на посадку в штурвальном режиме выполнил А. А. Ламанов, который также является капитаном воздушного судна, но в данном полёте выполнял обязанности второго пилота.

## Аварийная посадка в Ижме
7 сентября самолёт Ту-154 выполнял полёт по маршруту Полярный — Москва (рейс № 516). В штатном режиме он занимает достаточно длительное время, 10 часов, поэтому в экипаже присутствуют два капитана, сменяющих друг друга в процессе полёта — А. А. Ламанов и Е. Г. Новосёлов. Через 3 часа полёта на высоте 10,6 км в результате отказа системы бортового электропитания (полный отказ сразу трех электрогенераторов) важнейшие системы лайнера оказались обесточены. Перестали работать: автопилот, навигационное оборудование, радиосвязь; в кабине пилотов отключились все основные приборы; прекратили работу электрические насосы, обеспечивающие подачу топлива к двигателям. В работе остался единственный топливный датчик, у штурмана — единственный компас. Двигатели работали нормально, но оперативного запаса топлива оставалось только на 30 минут полёта.
Экипаж решил произвести вынужденную посадку самолёта в закрытом для использования аэропорту Ижма (Республика Коми) на заброшенную взлётно-посадочную полосу, которую они случайно увидели с высоты 3000 м. После посадки самолёт выкатился на 160 м в лес (в кустарник) за пределы короткой посадочной полосы, не предназначенной для приёма больших самолётов и более 10 лет вообще не эксплуатировавшейся, но добровольно поддерживавшейся местным начальником вертолётной площадки Сергеем Сотниковым в удовлетворительном состоянии. Благодаря самоотверженной работе экипажа, грамотным действиям и мужеству пилотов (за штурвалом в командирском кресле находился КВС А. А. Ламанов, который принимал решение о посадке и благополучно её произвел), а также поддерживаемому Сотниковым хорошему состоянию аэродрома, были спасены жизни 72 пассажиров и 9 членов экипажа. Впоследствии, пассажиры данного авиарейса обратились к Президенту РФ с просьбой наградить членов экипажа.
Указом Президента Российской Федерации № 1217 от 8 октября 2010 года за мужество и героизм, проявленные при исполнении служебного долга в экстремальных условиях, командиру, капитану Е. Г. Новосёлову было присвоено звание Героя Российской Федерации с вручением знака особого отличия — медали «Золотая Звезда».
Тем же Указом это высокое звание было присвоено и командиру Ламанову Андрею Александровичу. Остальные члены экипажа (бортпроводники, бортинженер и штурман) были награждены орденами Мужества.
Происшествию было уделено внимание всеми основными российскими телеканалами и информационными агентствами.
29 сентября 2018 года Ту-154М с бортовым номером RA-85684 выполнил свой последний пассажирский рейс под символичным номером 684, сделав приветственный проход над толмачевской полосой. В заключительном полете за командирским штурвалом находился Герой России Андрей Ламанов.
В городе Новосибирск самолёт будет установлен в качестве памятника в музее авиации аэропорта Толмачёво.
Ныне продолжает работать в должности КВС Боинг 737-800 в А/К Алроса.

## Награды
- Герой Российской Федерации (2010);
- Юбилейная медаль «100 лет гражданской авиации России» (2023)[2][3].